# Embalse de Frieira
El embalse de Frieira (en gallego: encoro da Frieira) es una infraestructura hidrológica construida en el río Miño, en el municipio de Crecente, provincia de Pontevedra, Galicia, España.